# Cladura recurvalis
Cladura recurvalis är en tvåvingeart som beskrevs av Alexander 1957. Cladura recurvalis ingår i släktet Cladura och familjen småharkrankar. Inga underarter finns listade i Catalogue of Life.